# Koerberiella pruinosa
Koerberiella pruinosa är en lavart som beskrevs av Nav.-Ros. & Hafellner. Koerberiella pruinosa ingår i släktet Koerberiella och familjen Lecideaceae.   Inga underarter finns listade i Catalogue of Life.